# Catostylidae
Catostylidae es una familia de cnidarios perteneciente al orden Rhizostomeae.

## Lista de géneros
Según el ITIS:
- Género Acromitoides (Stiasny, 1921)
- Género Acromitus (Light, 1914)
- Género Catostylus (L. Agassiz, 1862)
- Género Crambione (Maas, 1903)
- Género Crambionella (Stiasny, 1921)
- Género Leptobrachia (Brandt, 1838)